# Helen Mortimer
Helen Mortimer es una deportista británica que compitió en ciclismo de montaña en la disciplina de eslalon dual. Ganó una medalla de plata en el Campeonato Europeo de Ciclismo de Montaña de 1998.

## Palmarés internacional
| Campeonato Europeo | Campeonato Europeo                | Campeonato Europeo | Campeonato Europeo |
| Año                | Lugar                             | Medalla            | Competición        |
| ------------------ | --------------------------------- | ------------------ | ------------------ |
| 1998               | Špindlerův Mlýn (República Checa) | Medalla de plata   | Dual               |